# Música clásica contemporánea
La música académica contemporánea es la que se ha creado a partir de la retirada del modernismo musical a mediados de los años setenta, aunque en ocasiones se suele incluir de forma más amplia a todas las formas de la música postonal luego de la muerte de Anton Webern y del término de la Segunda Guerra Mundial (1939-1945). Es materia de un arduo debate si el término se debería aplicar a música de cualquier estilo, o si se le aplica exclusivamente a los compositores de música de vanguardia.

## Movimientos en la música contemporánea

### Movimiento moderno
Muchas de las figuras claves del movimiento moderno aún existen o han fallecido recientemente, como Elliott Carter y Lukas Foss, y en la actualidad existe un núcleo de compositores, intérpretes y aficionados extremadamente activos que continúan llevando las ideas y formas del modernismo. Si bien grandes escuelas de composición moderna, como la del serialismo, no son ya el centro de la discusión teórica, el período contemporáneo está iniciando el proceso de ordenación del conjunto de elementos del modernismo en busca de obras suficientemente valiosas para ser incluidas en los repertorios.
El modernismo también se encuentra en la superficie o en obras de un gran número de compositores, ya que la atonalidad ha perdido mucha de su habilidad para aterrorizar a los auditorios, y puesto que hasta en la música de películas utiliza secciones de música claramente enraizadas en el lenguaje de la música modernista. La lista de compositores modernistas activos incluye a  Luis de Pablo, Wolfgang Rihm, Harrison Birtwistle, Alexander Goehr, Magnus Lindberg, Gunther Schuller o Kaija Saariaho,  Leo Brouwer, Germán Barahona entre otros.

### Posmodernismo
El posmodernismo es una influencia fuerte en la música contemporánea. Un crítico señaló que una manera fácil de encontrar es buscar la palabra «nuevo» o los prefijos neo- o pos- en el nombre de algún movimiento. Sin embargo, en una era de los medios, de las presentaciones sistemáticas, y las relaciones de poder siguen siendo la realidad dominante para la mayoría de las personas nacidas en las principales naciones industrializadas, el posmodernismo parece mantenerse como el modo más común de la expresión artística.

### Poliestilismo

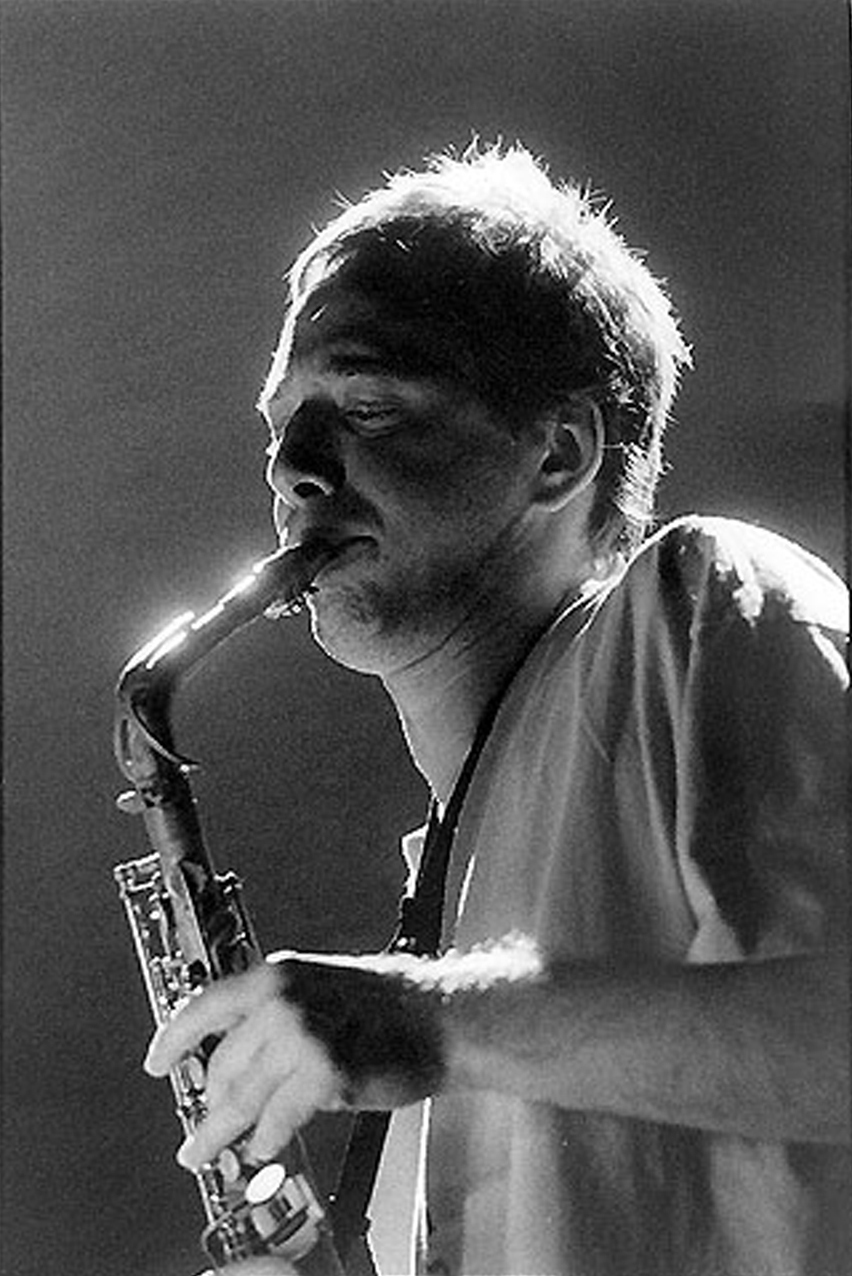
John Zorn (1953-), músico estadounidense de origen judío, poliestilista y ecléctico que ha trabajado en diversos estilos dentro y fuera de la música artística.

Poliestilismo (también llamado "eclecticismo") es el uso de múltiples estilos o técnicas musicales, y es considerado una característica posmoderna que comienza a finales del siglo XX y se acentúa en el siglo XXI. Es importante distinguir entre la actitud ecléctica, que es la de quien recolecta material de diferentes fuentes de modo pasivo y la actitud poliestilista, que es la de quien fusiona las fuentes de modo coherente, deliberado y propio. El compositor poliestilista no emplea necesariamente su canon de estilo y técnica en un solo trabajo sino que en el conjunto su obra se advierte diferentes "estilos". Esta corriente, pese a haber sido anticipada en una temprana tendencia que unificaba elementos de música popular o de flamenco o jazz en trabajos clásicos, se desarrolla realmente desde finales del siglo XX, y mientras más y más estilos entran en juego en el nuevo siglo, el movimiento se hace cada vez más importante y diverso. Los compositores poliestilistas han usualmente comenzado su carrera en una corriente para moverse a otra a la vez que guardando elementos importantes de la anterior.
Compositores poliestilísticos son, por ejemplo, Mauricio Sotelo, Lera Auerbach, Luciano Berio, William Bolcom, Roberto Carnevale, Sofia Gubaidulina, Hans Werner Henze, Raúl Ferrero, George Rochberg, Arturo Rodas, Magaly Ruiz, Frederic Rzewski, Alfred Schnittke, Valentín Silvestrov, Frank Zappa, John Zorn, Jorge Calleja, José Quezada Macchiavello y Miguel Oblitas Bustamante.

### Conceptualismo
Cuando Marcel Duchamp colocó un urinario en un museo de arte, produjo el golpe más visible del arte conceptual. Una obra conceptual es un acto cuya importancia musical se obtiene del marco más que del contenido de la obra. La música conceptual encontró a su mejor representante en John Cage. Un ejemplo es la obra 4’ 33” (John Cage, 1952) que consiste sólo en silencios. La presentó el famoso pianista David Tudor, que se sentó al piano sin tocar realmente en ningún momento durante los 4 minutos y 33 segundos. Otra obra importante de este estilo es 56 Blows (de Alvin Singleton), una obra que tiene la particularidad de haber sido mencionada en un debate en el Senado de Estados Unidos.

### Posminimalismo
La generación minimalista todavía cumple un papel importante en la nueva composición. Philip Glass ha continuado expandiendo su ciclo sinfónico, mientras que On the Transmigration of Souls, de John Adams (una obra coral en conmemoración de las víctimas de los atentados del 11 de septiembre de 2001) ganó un Premio Pulitzer. Steve Reich ha explorado la ópera electrónica y Terry Riley ha continuado activo escribiendo música instrumental. Pero más allá de mismos minimalistas, los tropos de la armonía triádica no funcional son ahora un lugar común, incluso en compositores no reconocidos como minimalistas propiamente dichos.
Muchos compositores están expandiendo los recursos de la música minimalista al incluir ritmos e instrumentos propios del rock y la música étnica (world music), serialismo, y muchas otras técnicas.
Kyle Gann considera los Time Curve Preludes de William Duckworth como la primera pieza «posminimalista», y considera a John Adams como un compositor «posminimalista» y no minimalista. Gann define el «posminimalismo» como la búsqueda de una mayor complejidad armónica y rítmica por compositores tales como Mikel Rouse y Glenn Branca. El posminimalismo es también un movimiento artístico en pintura y escultura que empezó a finales de los años sesenta.

### Música electrónica
Surgida en los años cincuenta, con el uso de las grabaciones como objeto sonoro en términos de Pierre Schaeffer o con el uso de osciladores electrónicos a la manera de Stockhausen. No confundir con la "música pop electrónica" (de los años ochenta, posterior al rock), ni con la creada por un ordenador o secuenciador al necesitarse una velocidad y exactitud imposible para un intérprete humano). La electrónica es ahora parte de la corriente principal de creación musical. La interpretación de obras ahora a menudo utiliza sintetizadores midi para acompañar o reemplazar algunos músicos o instrumentos. Los procesos de loopeo, toma de muestras (sámpling) y el empleo (rara vez) de baterías electrónicas también está incluido. Sin embargo, la antigua idea de la música electrónica —como una búsqueda de sonido puro y una interacción con el equipo en sí— continúa encontrando un lugar en la composición, desde piezas comercialmente exitosas hasta obras dirigidas a oyentes selectos.

### Neorromanticismo
El resurgimiento del vocabulario de la nueva tonalidad que floreció en los primeros años del siglo XX continúa en el período contemporáneo, aunque no se le considera chocante o controvertido como tal. Compositores que trabajan en la vena neorromántica son, por ejemplo, George Rochberg y David Del Tredici. En la parte final del siglo XX y comienzos del XXI, encontramos un nuevo resurgimiento del neorromanticismo en Europa.

### Espectralismo

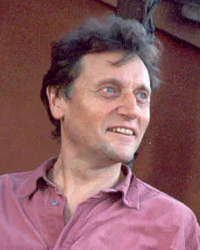
Gérard Grisey compositor frecuentemente asociado con el espectralismo

La música espectral, en un sentido restrictivo, se basa principalmente en el descubrimiento de la naturaleza del timbre musical y en la descomposición espectral del sonido musical, en el origen de la percepción del timbre. El espectralismo se originó en Francia en los años setenta alrededor de un grupo de compositores agrupados en torno al Ensemble l'Itinéraire (Gérard Grisey, Tristan Murail, Hughes Dufourt y Michael Levinas). En Alemania tuvo repercusión y se formó un grupo de investigación liderado por los compositores Johannes Fritsch, Mesias Maiguashca, Peter Eötvös, Claude Vivier, y Clarence Barlow. En Rumania existió un movimiento importante de esta tendencia liderado por Ştefan Niculescu, Horatiu Radulescu, y Iancu Dumitrescu.
Actualmente compositores como Julian Anderson, Ana-Maria Avram, Joshua Fineberg, Jonathan Harvey, Fabien Lévy, Magnus Lindberg, y Kaija Saariaho permanecen desarrollando ideas espectrales. El compositor de jazz Steve Lehman ha introducido técnicas espectrales en el campo de la música improvisada.
El movimiento se ha ido ensanchando e influye en las más importantes tendencias contemporáneas de composición y en muchos de los compositores más jóvenes: Philippe Hurel, Philippe Leroux, Marc-André Dalbavie, Jean-Luc Hervé, Fabien Lévy o Thierry Blondeau, en Francia; Kaija Saariaho o Magnus Lindberg en Finlandia; George Benjamin o Julian Anderson en el Reino Unido: Marco Stroppa en Italia; y Joshua Fineberg, en Estados Unidos, o Georg Friedrich Haas en Austria, por citar algunos.

### Neotonalismo
El neotonalismo surge en la segunda mitad del siglo XX como reacción ante el atonalismo. Dentro de este género se engloban compositores que utilizan de nuevo la tonalidad después de que ésta fuese marginada en gran medida por las corrientes del género atonal contemporáneo. El neotonalismo es un movimiento muy amplio que unifica y mezcla estilos muy diferentes, entre los cuales se pueden citar como subgéneros de este, el eclecticismo (o poliestilismo) y el neorromanticismo citados más arriba. Un mismo compositor neotonal puede contar dentro de su producción musical con obras neorrománticas, electrónicas o eclécticas. En este género también se emplean técnicas modernas como la electroacústica y aparecen influencias ajenas a la música clásica tradicional como pueden serlo el jazz, la música de cine, étnica, e incluso el propio atonalismo del siglo XX, confiriendo no solo una gran riqueza a este tipo de composición sino una libertad de expresión que quedó truncada con la imposición de lo puramente atonal en la segunda mitad del siglo. Existen muchos compositores, quienes habiendo iniciado sus composiciones en el ámbito atonal, han regresado a esta forma, incluyendo elementos tradicionales que son de una mayor aceptación por el público. Baste como ejemplos de compositores actuales neotonales los citados más arriba: John Corigliano, John Rutter, Arvo Pärt, Henryk Górecki y Astor Piazzolla. Y los españoles Pedro Iturralde, Juan J. Colomer y Román Alís.

### Nueva simplicidad

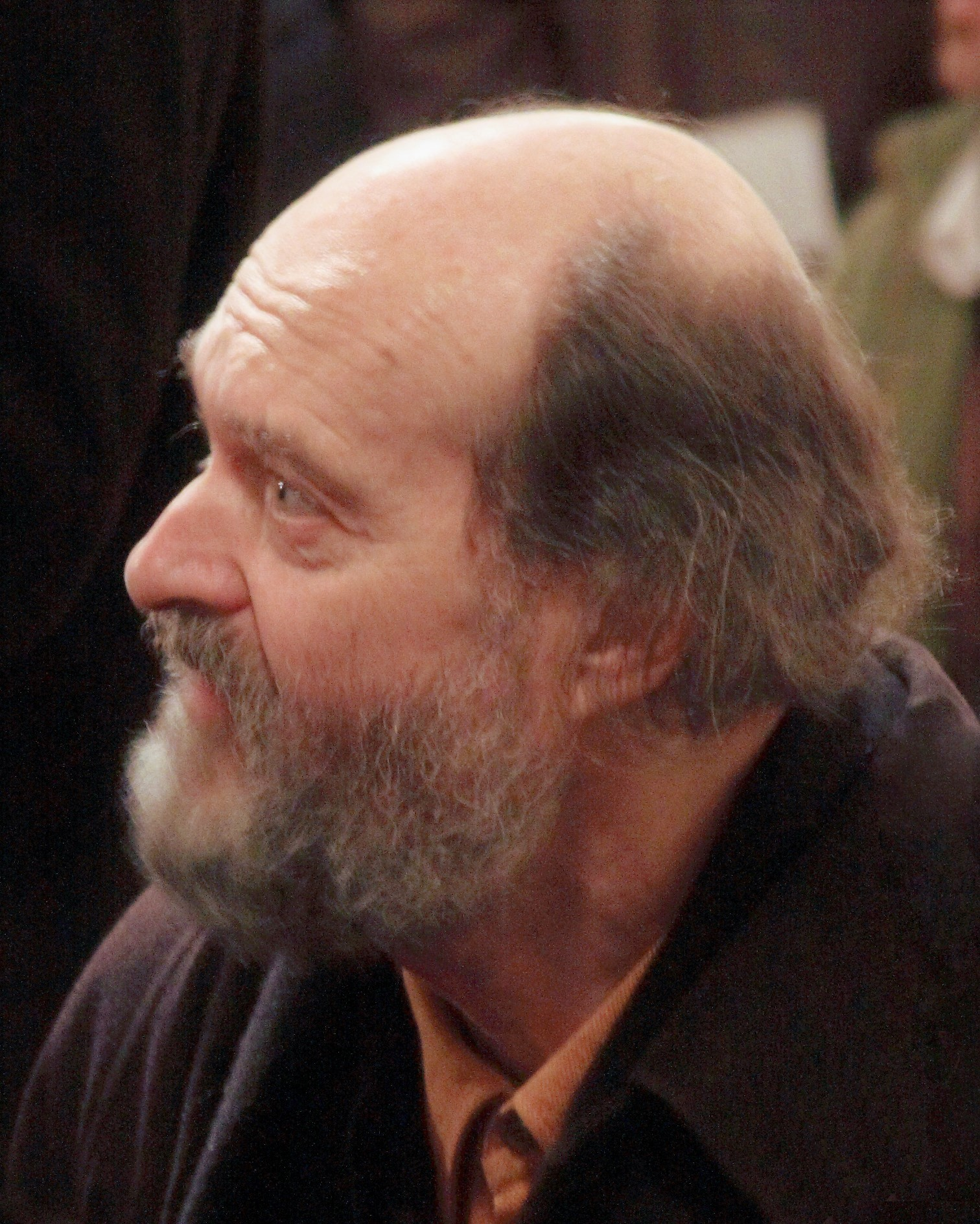
Arvo Pärt (1935) compositor estonio, una de las principales figuras de la nueva simplicidad, como también del posminimalismo.

La Nueva Simplicidad fue una tendencia estilística surgida entre algunos de los componentes de la generación más joven de compositores alemanes de comienzos de los años ochenta, y que supuso una reacción no solamente contra la vanguardia musical europea de los años cincuenta y sesenta, sino también contra la más amplia tendencia hacia la objetividad de comienzos de siglo. Este movimiento tuvo más representación fuera de Alemania y especialmente en las Américas con compositores como Astor Piazzolla, Carlos Guastavino, Miguel del Águila y Agustín Barrios,
En general, estos compositores propugnaron una inmediatez entre el impulso creativo y su resultado musical (en contraste con la elaborada planificación precompositiva característica del vanguardismo), con la intención de crear una comunicación más fácil con las audiencias. En algunos casos, ello significó una vuelta al lenguaje tonal del siglo XIX así como a las formas musicales (sinfonía, sonata) y a las combinaciones instrumentales (cuarteto de cuerda, trío con piano) tradicionales, que habían sido evitadas en su mayor parte por la vanguardia. Para otros compositores, significó trabajar con texturas más simples o el empleo de armonías triádicas en contextos no tonales. De entre los compositores identificados de una forma más cercana con este movimiento, solamente Wolfgang Rihm ha conseguido una reputación significativa fuera de Alemania.
Otros autores, de mayor edad y/o de otras nacionalidades, como Hans Abrahamsen, Alfred Janson, Aaron Kernis, Wilhelm Killmayer, Ladislav Kupkovic, György Kurtág, Roland Moser, Arvo Pärt, Alfred Schnittke, Kurt Schwertsik y Howard Skempton han sido relacionados ocasionalmente con los “nuevos simplicistas”. Al menos dos autores han  asegurado que uno de los compositores vanguardistas contra el que se había rebelado más ostensiblemente la Nueva Simplicidad, Karlheinz Stockhausen, se habría anticipado a sus posiciones con la simplificación radical de su estilo que se produjo entre 1966 y 1974.

### Libre improvisación
La improvisación libre es música improvisada sin reglas previas establecidas, secuencias de acordes o melodías previamente acordadas. A veces los músicos realizan un esfuerzo activo para evitar referenciar a géneros musicales reconocibles. El término es en alguna forma paradójico en tanto puede ser considerado como una técnica (empleada por cualquier músico que quiere olvidarse de géneros rígidos y formas) y como género reconocible en sí mismo.
La improvisación libre, como estilo de música, se desarrolló en Europa y EE. UU. en la mitad y fines de los años sesenta en respuesta o inspirado por el movimiento del free jazz así como por la música clásica contemporánea. Entre los artistas más reconocidos dentro de este estilo están los saxofonistas Evan Parker y Peter Brötzmann, el guitarrista Derek Bailey, y el grupo improvisacional británico AMM.

### Nueva Complejidad
La Nueva Complejidad es una corriente dentro del escenario contemporáneo surgida en los años ochenta en el Reino Unido que puede definir lo "complejo" como; "de múltiples capas de interacción de los procesos evolutivos que ocurren simultáneamente en todas las dimensiones del material musical". Es muy abstracta, disonante y atonal, caracterizada por el uso de técnicas que llevan hasta el límite las posibilidades de la escritura musical. Esto incluye el uso de técnicas extendidas, texturas complejas e inestables, microtonalidad, contorno melódico altamente discontinuo y complejos ritmos de capas, cambios bruscos en la textura, y así sucesivamente. También se caracteriza, a diferencia de la música de los serialistas inmediatamente posteriores a la Segunda Guerra Mundial, por la dependencia frecuente de sus compositores en concepciones poéticas, muy a menudo implicados en los títulos de las obras individuales y en los ciclos de trabajo de cada compositor.
Entre los compositores más importantes se encuentran Brian Ferneyhough, Michael Finnissy, Chris Dench, James Dillon, Roger Redgate y Richard Barrett.

### Arte sonoro
Arte sonoro comprende un diverso grupo de prácticas artísticas que tienen como principal objetivo diferentes nociones del sonido, la escucha y la audición. Existen normalmente diferentes relaciones entre los ámbitos visual y auditivo del arte así como de la percepción por los artistas del sonido.
Como muchos géneros del arte contemporáneo, el arte sonoro es interdisciplinario por naturaleza, tomando formas híbridas. El arte sonoro se ocupa frecuentemente de aspectos como la acústica, la psicoacústica, la electrónica, el noise, los medios de audio y la tecnología (tanto analógica como digital), el sonido encontrado o ambiente, la exploración del cuerpo humano, la escultura, la película o el vídeo y un abanico de temas creciente.
Desde el punto de vista de la tradición occidental, los primeros ejemplos de este arte incluyen a Luigi Russolo y su Intonarumori, y los experimentos que a continuación realizaron los dadaistas, surrealistas y situacionistas. Dada la diversidad del arte sonoro, existe a menudo un debate sobre si el arte sonoro cae dentro y/o fuera tanto del arte visual como de la música experimental. El arte sonoro también está relacionado con el arte conceptual, el minimalismo, el spoken word, la poesía avant garde y el teatro experimental.

## Festivales
Existen numerosos festivales dedicados a la música contemporánea, entre ellos
el Donaueschingen Festival of Contemporary Music,
el Huddersfield Contemporary Music Festival,
el Ciclo de Música Contemporánea de Málaga (España).
En Chile se realizan el Festival de Música Contemporánea de la Universidad Católica, el Festival de Música Contemporánea de la Universidad de Chile y el Festival Musicahora de La Serena anualmente. 
Asimismo en Perú, se realiza desde el año 2000[cita requerida] el Festival Internacional de Música Contemporánea de Lima.
En Caracas (Venezuela) desde el año 1992[cita requerida] se realiza de manera ininterrumpida el Festival Atempo, que reúne a compositores e intérpretes contemporáneos de distintas latitudes del mundo.